# Eleições parlamentares europeias de 1987 na Madeira
| Eleições parlamentares europeias de 1987 Distritos: Aveiro \| Beja \| Braga \| Bragança \| Castelo Branco \| Coimbra \| Évora \| Faro \| Guarda \| Leiria \| Lisboa \| Portalegre \| Porto \| Santarém \| Setúbal \| Viana do Castelo \| Vila Real \| Viseu \| Açores \| Madeira \| Estrangeiro |

## Resultados por concelho
Os resultados nos concelhos do Região Autónoma da Madeira foram os seguintes:

### Calheta
| Partido                 | Partido                        | Votos | %               |
| ----------------------- | ------------------------------ | ----- | --------------- |
|                         | Partido Social Democrata       | 4 932 | 75,51 / 100,00  |
|                         | Centro Democrático Social      | 887   | 13,58 / 100,00  |
|                         | Partido Socialista             | 349   | 5,34 / 100,00   |
|                         | Coligação Democrática Unitária | 68    | 1,04 / 100,00   |
|                         | Outros (com menos de 1,00%)    | 153   | 2,34 / 100,00   |
| Votos Inválidos         | Votos Inválidos                | 143   | 2,19 / 100,00   |
| Total                   | Total                          | 6 532 | 100,00 / 100,00 |
| Eleitorado/Participação | Eleitorado/Participação        | 9 170 | 71,23 / 100,00  |

### Câmara de Lobos
| Partido                 | Partido                       | Votos  | %               |
| ----------------------- | ----------------------------- | ------ | --------------- |
|                         | Partido Social Democrata      | 8 674  | 73,12 / 100,00  |
|                         | Partido Socialista            | 1 191  | 10,04 / 100,00  |
|                         | Centro Democrático Social     | 692    | 5,83 / 100,00   |
|                         | União Democrática Popular     | 263    | 2,22 / 100,00   |
|                         | Partido Renovador Democrático | 212    | 1,79 / 100,00   |
|                         | Outros (com menos de 1,00%)   | 421    | 3,55 / 100,00   |
| Votos Inválidos         | Votos Inválidos               | 409    | 3,45 / 100,00   |
| Total                   | Total                         | 11 862 | 100,00 / 100,00 |
| Eleitorado/Participação | Eleitorado/Participação       | 17 709 | 66,98 / 100,00  |

### Funchal
| Partido                 | Partido                        | Votos  | %               |
| ----------------------- | ------------------------------ | ------ | --------------- |
|                         | Partido Social Democrata       | 27 902 | 50,96 / 100,00  |
|                         | Partido Socialista             | 11 433 | 20,88 / 100,00  |
|                         | Centro Democrático Social      | 5 637  | 10,29 / 100,00  |
|                         | Partido Renovador Democrático  | 2 718  | 4,96 / 100,00   |
|                         | União Democrática Popular      | 1 874  | 3,42 / 100,00   |
|                         | Coligação Democrática Unitária | 1 397  | 2,55 / 100,00   |
|                         | Partido Popular Monárquico     | 1 163  | 2,12 / 100,00   |
|                         | Outros (com menos de 1,00%)    | 1 238  | 2,26 / 100,00   |
| Votos Inválidos         | Votos Inválidos                | 1 395  | 2,55 / 100,00   |
| Total                   | Total                          | 54 757 | 100,00 / 100,00 |
| Eleitorado/Participação | Eleitorado/Participação        | 83 681 | 65,44 / 100,00  |

### Machico
| Partido                 | Partido                        | Votos  | %               |
| ----------------------- | ------------------------------ | ------ | --------------- |
|                         | Partido Social Democrata       | 6 224  | 65,19 / 100,00  |
|                         | Partido Socialista             | 1 383  | 14,48 / 100,00  |
|                         | União Democrática Popular      | 801    | 8,39 / 100,00   |
|                         | Partido Renovador Democrático  | 319    | 3,34 / 100,00   |
|                         | Centro Democrático Social      | 266    | 2,79 / 100,00   |
|                         | Coligação Democrática Unitária | 101    | 1,06 / 100,00   |
|                         | Outros (com menos de 1,00%)    | 251    | 2,63 / 100,00   |
| Votos Inválidos         | Votos Inválidos                | 203    | 2,13 / 100,00   |
| Total                   | Total                          | 9 548  | 100,00 / 100,00 |
| Eleitorado/Participação | Eleitorado/Participação        | 15 003 | 63,64 / 100,00  |

### Ponta do Sol
| Partido                 | Partido                     | Votos | %               |
| ----------------------- | --------------------------- | ----- | --------------- |
|                         | Partido Social Democrata    | 3 698 | 81,53 / 100,00  |
|                         | Centro Democrático Social   | 359   | 7,91 / 100,00   |
|                         | Partido Socialista          | 274   | 6,04 / 100,00   |
|                         | Outros (com menos de 1,00%) | 147   | 3,25 / 100,00   |
| Votos Inválidos         | Votos Inválidos             | 58    | 1,28 / 100,00   |
| Total                   | Total                       | 4 536 | 100,00 / 100,00 |
| Eleitorado/Participação | Eleitorado/Participação     | 6 162 | 73,61 / 100,00  |

### Porto Moniz
| Partido                 | Partido                        | Votos | %               |
| ----------------------- | ------------------------------ | ----- | --------------- |
|                         | Partido Social Democrata       | 1 589 | 75,59 / 100,00  |
|                         | Centro Democrático Social      | 299   | 14,22 / 100,00  |
|                         | Partido Socialista             | 107   | 5,09 / 100,00   |
|                         | Coligação Democrática Unitária | 25    | 1,19 / 100,00   |
|                         | Outros (com menos de 1,00%)    | 39    | 1,86 / 100,00   |
| Votos Inválidos         | Votos Inválidos                | 43    | 2,05 / 100,00   |
| Total                   | Total                          | 2 102 | 100,00 / 100,00 |
| Eleitorado/Participação | Eleitorado/Participação        | 2 771 | 75,86 / 100,00  |

### Porto Santo
| Partido                 | Partido                     | Votos | %               |
| ----------------------- | --------------------------- | ----- | --------------- |
|                         | Partido Social Democrata    | 1 368 | 60,05 / 100,00  |
|                         | Partido Socialista          | 682   | 29,94 / 100,00  |
|                         | Centro Democrático Social   | 82    | 3,60 / 100,00   |
|                         | Partido Popular Monárquico  | 28    | 1,23 / 100,00   |
|                         | Outros (com menos de 1,00%) | 68    | 2,97 / 100,00   |
| Votos Inválidos         | Votos Inválidos             | 50    | 2,19 / 100,00   |
| Total                   | Total                       | 2 278 | 100,00 / 100,00 |
| Eleitorado/Participação | Eleitorado/Participação     | 3 058 | 74,49 / 100,00  |

### Ribeira Brava
| Partido                 | Partido                       | Votos | %               |
| ----------------------- | ----------------------------- | ----- | --------------- |
|                         | Partido Social Democrata      | 4 594 | 75,30 / 100,00  |
|                         | Partido Socialista            | 512   | 8,39 / 100,00   |
|                         | Centro Democrático Social     | 393   | 6,44 / 100,00   |
|                         | União Democrática Popular     | 78    | 1,28 / 100,00   |
|                         | Partido Renovador Democrático | 76    | 1,25 / 100,00   |
|                         | Outros (com menos de 1,00%)   | 202   | 3,33 / 100,00   |
| Votos Inválidos         | Votos Inválidos               | 246   | 4,03 / 100,00   |
| Total                   | Total                         | 6 101 | 100,00 / 100,00 |
| Eleitorado/Participação | Eleitorado/Participação       | 9 121 | 66,89 / 100,00  |

### Santa Cruz
| Partido                 | Partido                        | Votos  | %               |
| ----------------------- | ------------------------------ | ------ | --------------- |
|                         | Partido Social Democrata       | 8 367  | 68,32 / 100,00  |
|                         | Partido Socialista             | 1 759  | 14,36 / 100,00  |
|                         | Centro Democrático Social      | 655    | 5,35 / 100,00   |
|                         | Coligação Democrática Unitária | 284    | 2,32 / 100,00   |
|                         | Partido Renovador Democrático  | 280    | 2,29 / 100,00   |
|                         | União Democrática Popular      | 212    | 1,73 / 100,00   |
|                         | Outros (com menos de 1,00%)    | 392    | 3,20 / 100,00   |
| Votos Inválidos         | Votos Inválidos                | 298    | 2,43 / 100,00   |
| Total                   | Total                          | 12 247 | 100,00 / 100,00 |
| Eleitorado/Participação | Eleitorado/Participação        | 16 782 | 72,98 / 100,00  |

### Santana
| Partido                 | Partido                       | Votos | %               |
| ----------------------- | ----------------------------- | ----- | --------------- |
|                         | Partido Social Democrata      | 4 287 | 80,57 / 100,00  |
|                         | Centro Democrático Social     | 389   | 7,31 / 100,00   |
|                         | Partido Socialista            | 309   | 5,81 / 100,00   |
|                         | Partido Renovador Democrático | 75    | 1,41 / 100,00   |
|                         | Outros (com menos de 1,00%)   | 164   | 3,08 / 100,00   |
| Votos Inválidos         | Votos Inválidos               | 97    | 1,82 / 100,00   |
| Total                   | Total                         | 5 321 | 100,00 / 100,00 |
| Eleitorado/Participação | Eleitorado/Participação       | 8 197 | 64,91 / 100,00  |

### São Vicente
| Partido                 | Partido                       | Votos | %               |
| ----------------------- | ----------------------------- | ----- | --------------- |
|                         | Partido Social Democrata      | 2 566 | 71,92 / 100,00  |
|                         | Centro Democrático Social     | 419   | 11,74 / 100,00  |
|                         | Partido Socialista            | 329   | 9,22 / 100,00   |
|                         | Partido Renovador Democrático | 51    | 1,43 / 100,00   |
|                         | Outros (com menos de 1,00%)   | 111   | 3,10 / 100,00   |
| Votos Inválidos         | Votos Inválidos               | 92    | 2,58 / 100,00   |
| Total                   | Total                         | 3 568 | 100,00 / 100,00 |
| Eleitorado/Participação | Eleitorado/Participação       | 5 623 | 63,45 / 100,00  |